# Жирівка
Жи́рівка — село в Україні у складі  Солонківської ОТГ Львівського району Львівської області. Населення становить 584 особи.

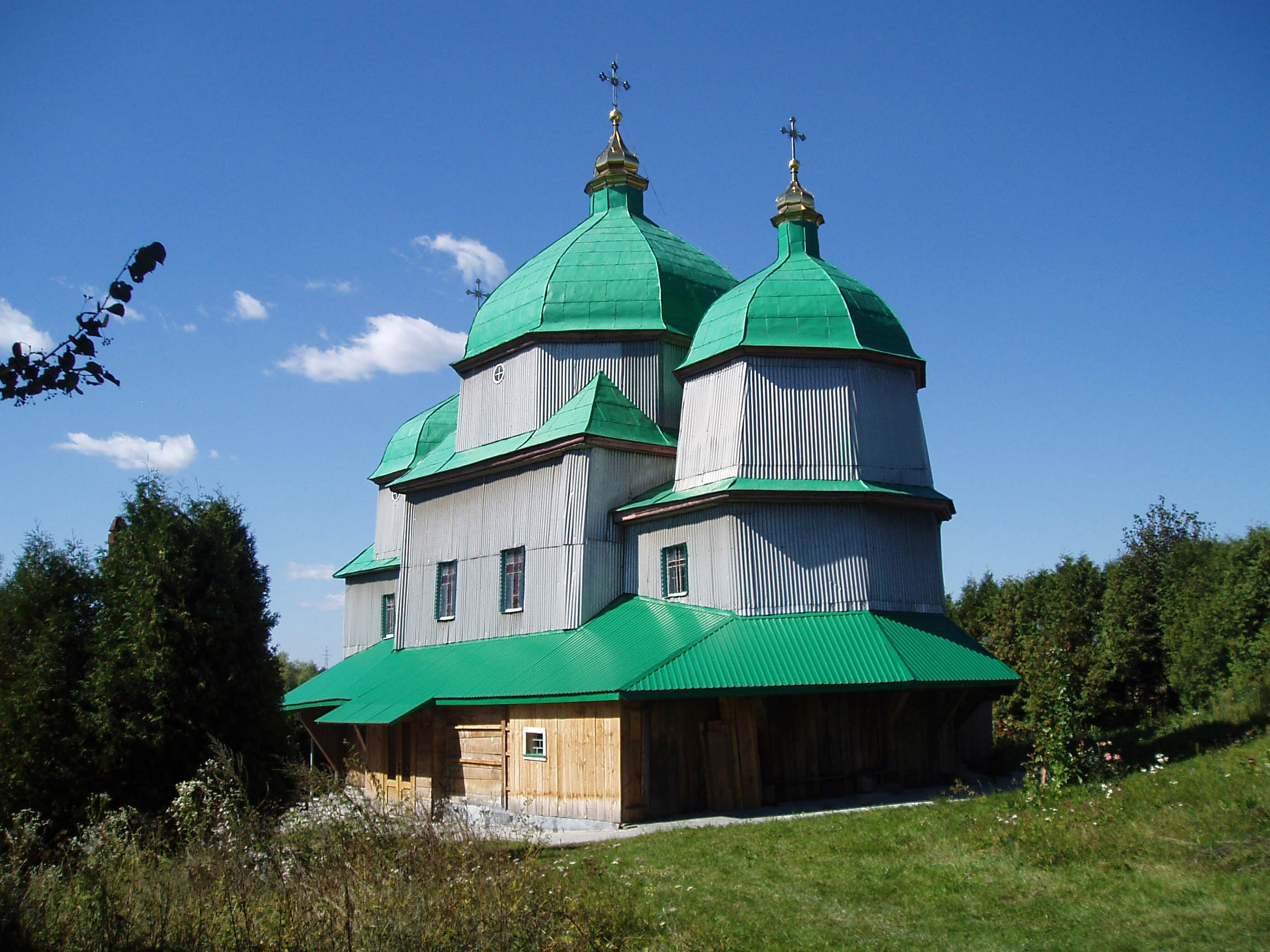
Церква святого Архистратига Михаїла до реконструкції 2020 року.

## Коротка історія
За часів польської окупації село якийсь час належало до Львівського староства. Село згадується 4 березня 1485 р. Після турецького нападу на село були знищені документи села. Король Ян I Ольбрахт видав у Пйотркуві 8 лютого 1501 року документ стосовно сіл Жирівки та Солонки, у якому окреслив права та обов'язки їх мешканців.
У податковому реєстрі 1515 року село згадується як спустошене.
12 травня 2017 року, з робочим візитом на Львівщині мав перебувати віце-прем'єр міністр України Геннадій Зубко, який мав взяти участь у запуску виробництва на підприємстві «Пласт-Інвест» у с. Жирівка.
У другому турі президентських виборів 2019 року на виборчій дільниці № 460958 до якої належить село явка становила 84.6% і результат 83.2% за Петра Порошенка та 10.9% за Володимира Зеленського.

## Населення
За даними всеукраїнського перепису населення 2001 року, у селі мешкало 584 особи. Мовний склад села був таким:
| Мова       | Кількість осіб | Відсоток |
| ---------- | -------------- | -------- |
| українська | 582            | 99.6     |
| білоруська | 1              | 0.2      |
| російська  | 1              | 0.2      |

## Транспорт
Маршрутне сполучення № 133А

## Відомі люди

### Народилися
- Галан Мар'ян Миколайович — ченець-редемпторист, мученик.
- Комар Любов Степанівна — українська підпільниця, радистка УПА.
- Шавель Григорій ЧНІ — священник-редемпторист, душпастир у Канаді, молодший брат о. Степана (Стефана) Івана Шавеля[5][6].
- Шавель Степан ЧНІ — священник-редемпторист, душпастир у Канаді.